# ماریا سارنی
ماریا سارنی (انگلیسی: Maria Saarni؛ زادهٔ ۸ سپتامبر ۱۹۷۷) بازیکن هاکی روی یخ اهل فنلاند است.